# Atima (kommun)
Atima är en kommun i Honduras.   Den ligger i departementet Departamento de Santa Bárbara, i den västra delen av landet, 170 km nordväst om huvudstaden Tegucigalpa. Antalet invånare är 11 976. Huvudorten är Atima.